# Saison 2025-2026 du Stade Malherbe Caen
Chronologie
Saison précédente Saison suivante
La saison 2025-2026 du Stade Malherbe Caen, club de football français, voit le club évoluer en National, le 3e échelon du football français. C'est la 1re saison du club normand à ce niveau depuis 1983-1984, et la 8e depuis la création d'une troisième division en 1970.
La saison fait suite à une dramatique saison 2024-2025, qui a vu le club être acheté par le footballeur vedette Kylian Mbappé et terminer à la dernière place de Ligue 2, synonyme de relégation.

## Historique

### Avant-saison

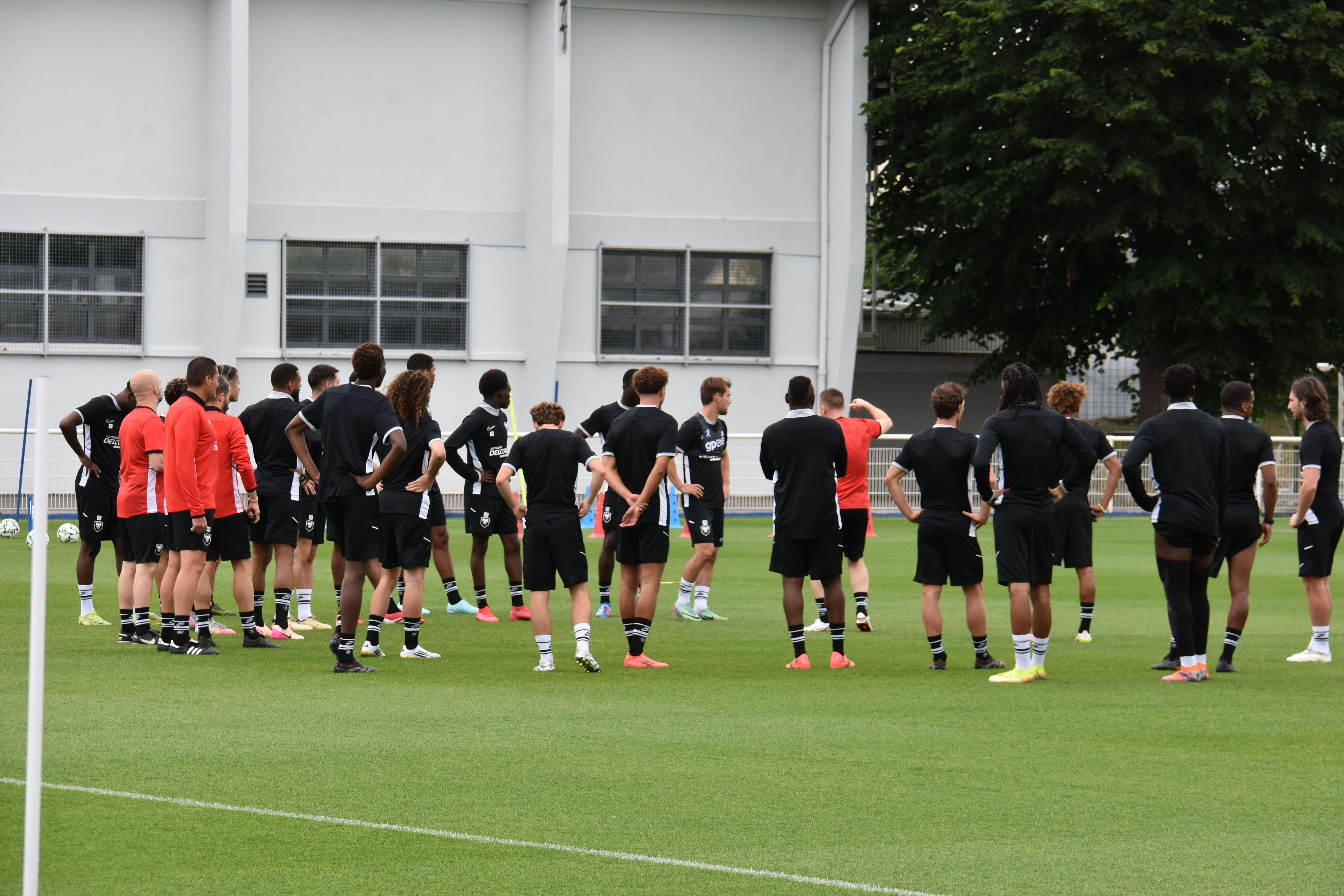
Le premier entrainement le 28 juin 2025

À peine la saison précédente terminée, le club annonce le 13 mai la nomination de l'entraîneur Maxime d'Ornano,. Un renouvellement très important de l'effectif est annoncé : pratiquement tous les joueurs en fin de contrat sont annoncés partant, ainsi que la plupart des joueurs cadres encore sous contrat. L'identité de l'adjoint de d'Ornano est connue le 29 mai en la personne d'Alexandre Raulin avec qui il a travaillé à Rouen en 2023-2024 . Le staff s'étoffe de Thomas Legrand en tant que préparateur physique, à la place d'Emmanuel Lepresle. La restructuration du staff se poursuit avec la nomination de Julien Meilhac à la tête du centre de formation, en remplacement de Mathieu Ballon, en poste depuis janvier 2024.
La DNCG valide le budget présenté par le club le 4 juin « sans aucune mesure restrictive ». Le 6 juin, le club annonce la prolongation pour un an du troisième gardien Parfait Mandanda. Le 19 juin, le club annonce la signature du premier contrat professionnel du jeune Léo Milliner,.
La reprise de l'entrainement est fixée au samedi 28 juin. Les six recrues sont présentes ainsi que plusieurs joueurs encore sous contrat mais en instance de départ : Mendy, Traoré, Lebreton ou Didid Gaucho. Parmi les joueurs sous contrat, seul manque Anthony Mandrea, qui bénéficie de quelques jours de congés supplémentaires du fait de sa sélection en équipe nationale. Donné partant, au bénéfice de Yannis Clementia qui est pressenti pour devenir titulaire, Mandrea reprend l'entrainement collectif le 1er juillet. L'ancien capitaine Romain Thomas, qui a été dit en négociation pour une éventuelle prolongation, s'engage finalement à Valenciennes, dont Stéphane Moulin est devenu l'entraineur.
Le premier match amical a lieu le vendredi 11 juillet contre un adversaire du même championnat, le Paris 13 Atletico. D'Ornano amène dix-neuf joueurs de l'effectif sauf Mendy, en instance de transfert. Le match se solde par une défaite 1-0. Le nouveau maillot est dévoilé le vendredi 18 juillet.

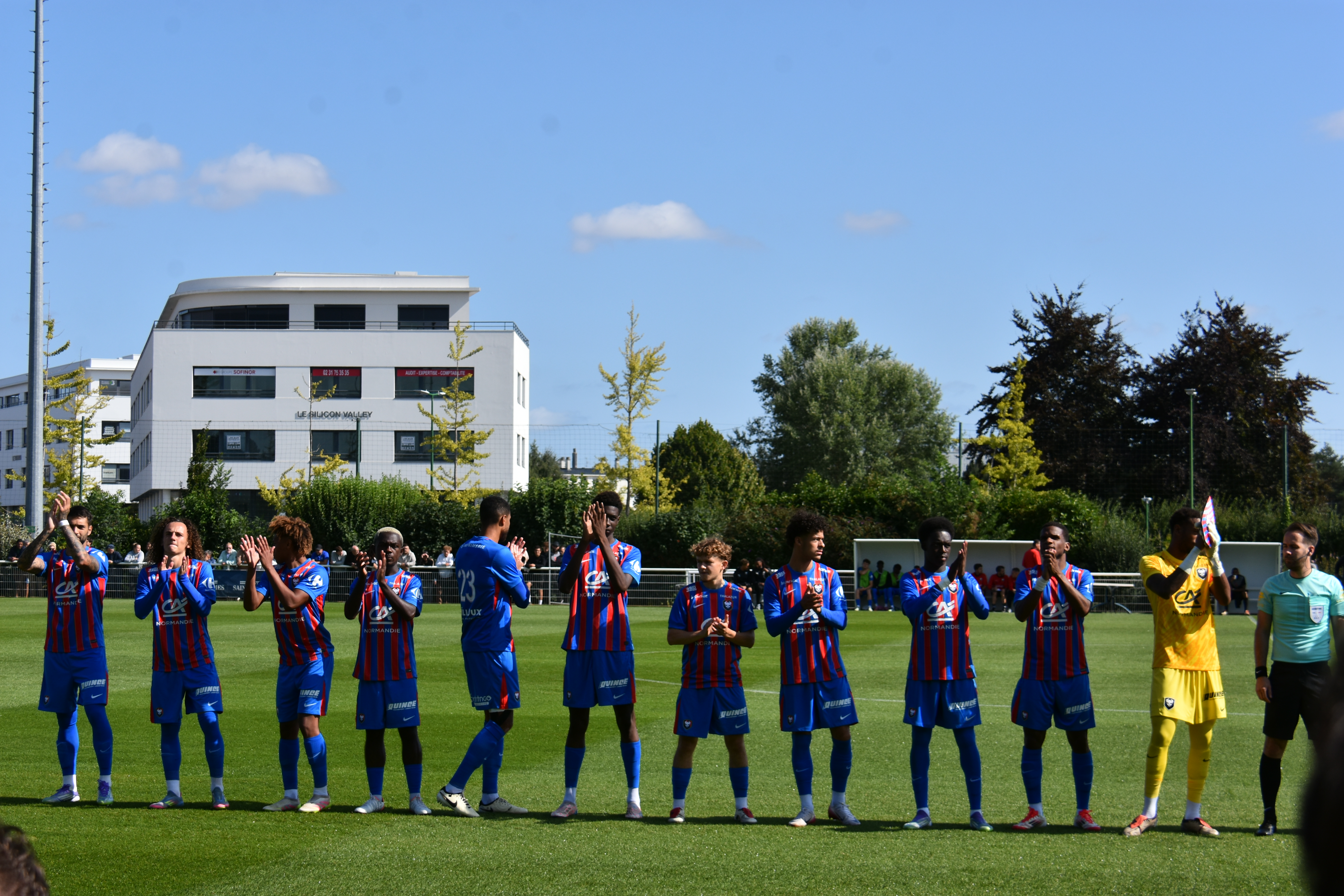
L'équipe contre Deauville-Villers le 1 août 2025

Le deuxième match amical a lieu contre Angers le 19 juillet. Les Caennais se font piger d'entrée avec un but de Lepaul à la 8e minute. Dès lors ils courent après le score sans parvenir à égaliser. En seconde mi-temps, ils arrivent à se créer plusieurs occasions et dominent Angers mais au final, ce sont bien les Angevins qui gagnent sur le plus petit des scores. Le groupe part ensuite à Ploërmel en Bretagne du 22 juillet au 26 juillet avec un groupe au complet. Il dispute un match amical contre Concarneau le 26 juillet. Malgré une forte domination en premi-re période, l'équipe n'arrive pas à marquer de but et se fait surprendre à la 83e et perd 1-0.
Le vendredi 1er août, l'équipe dispute deux matchs amicaux d'1h30: l'un contre Trouville-Deauville-Villers et l'autre contre  Le Mans. Le premier voit une équipe composée essentiellement de recrues (Vinicius Gomes, Leandro Morante, Ronny Labonne, Samuel Noireau-Dauriat) et de jeunes ayant peu joués la saison précédente. Elle domine largement son adversaire qui évolue en national 3. Léo Milliner ouvre le score sur un coup-franc à la 31e. En deuxième mi-temps, trois jeunes du centre de formation font leur entrée et l'un d'eux, Diabé Kanouté, reprend un ballon qui traine dans la surface de réparation et double le score à la 64e. L'équipe remporte son premier match amical de la saison. Le soir, au stade Marie-Marvingt, l'équipe présente une composition proche de celle de l'année dernière avec seulement Maxime Etuin, Belkacem Dali Amar et Ivann Botella en plus. En premire mi-temps, les débats sont équilibrés et les deux équipes se procurent le même nombre d'occasions. Ce n'est que dans le dernier quart d'heure que les Manceaux prennent l'avantage à la 77e puis enfoncent le clou à la 92e.

#### Mercato
La première recrue est annoncée le 3 juin, le défenseur brésilien Vinicius Gomes en provenance de Villefranche-Beaujolais. Le lendemain, c'est au tour du défenseur en provenance de Nîmes Ronny Labonne puis de l'attaquant Adama Diakité (Villefranche-Beaujolais) de signer. Une quatrième recrue est signée en la personne de Maxime Etuin, un défenseur polyvalent en provenance de Concarneau.
À la reprise du mercato, après une semaine d'interruption, le club signe le défenseur central de Martigues Léandro Morante. Le jour de la reprise, le 26 juin, le club annonce l'arrivée de l'attaquant Samuel Noireau-Dauriat en provenance de la réserve de Guingamp. Dans la semaine précédant le premier match amical, une septième recrue arrive en la personne de Belkacem Dali-Amar en provenance de Quevilly. Almrs que le groupe part en  stage en Bretagne, un attaquant est recruté : Ivann Botella en provenance du Red Star. Au lendemain de la deuxième journée, le club annonce l'arrivée de l'attaquant de Sochaux Armand Gnanduillet.
Au rayon des départs, Daylam Meddah est le premier à partir, le Pau FC levant l'option d'achat à l'issue de son prêt. Les joueurs en prêt ne sont pas conservés et pratiquement tous les joueurs en fin de contrat sont annoncés sur le départ : le premier à signer ailleurs est Lamine Sy, à Auxerre le 16 juin. Il est imité par l'ailier Ilyes Najim, à Beveren en deuxième division belge le 25 juin, Romain Thomas, à Valenciennes le 3 juillet, Godson Kyeremeh, au Havre le 5 juillet. Le buteur Alexandre Mendy ne prend pas part au premier match amical le 11 juillet et s'engage à Montpellier. Quant à Mickaël Le Bihan, il décide de s'engager dans son club formateur le Fréjus Saint-Raphaël en National 2 le 8 août. Le même jour Quentin Lecoeuche signe au Wisła Płock en première division polonaise.
| Nom                    | Nationalité   | Transfert (montant) | Provenance/Destination     | Division       |
| Arrivées               | Arrivées      | Arrivées            | Arrivées                   | Arrivées       |
| ---------------------- | ------------- | ------------------- | -------------------------- | -------------- |
| Vinicius Gomes         | Brésil        | Libre               | FC Villefranche-Beaujolais | National       |
| Ronny Labonne          | France        | Libre               | Nîmes Olympique            | National       |
| Adama Diakité          | France        | Libre               | FC Villefranche-Beaujolais | National       |
| Maxime Etuin           | France        | ?                   | US Concarneau              | National       |
| Léandro Morante        | France        | Libre               | FC Martigues               | Ligue 2        |
| Samuel Noireau-Dauriat | France        | Libre               | EA Guingamp B              | National 3     |
| Belkacem Dali-Amar     | France        | Transfert           | Quevilly Rouen Métropole   | National       |
| Ivann Botella          | France        | Transfert           | Red Star FC                | Ligue 2        |
| Armand Gnanduillet     | Côte d'Ivoire | Transfert           | FC Sochaux-Montbéliard     | National       |
| Départs                |               |                     |                            |                |
| Daylam Meddah          | France        | Transfert           | Pau FC                     | Ligue 2        |
| Alexandre Mendy        | France        | Transfert           | Montpellier                | Ligue 2        |
| Alex Moussounda        | Gabon         | Retour de prêt      | Aris Limassol              | Chypre         |
| Jules Gaudin           | France        | Retour de prêt      | Paris FC                   | Ligue 1        |
| Yassine Benrahou       | Maroc         | Retour de prêt      | HNK Hajduk Split           | Croatie        |
| Lamine Sy              | France        | Fin de contrat      | AJ Auxerre                 | Ligue 1        |
| Ilyes Najim            | France        | Fin de contrat      | Beveren                    | Division 2     |
| Romain Thomas          | France        | Fin de contrat      | Valenciennes               | National       |
| Godson Kyeremeh        | France        | Fin de contrat      | Le Havre                   | Ligue 1        |
| Adriel Ba Loua         | Côte d'Ivoire | Fin de contrat      | FK Qabala                  | Premyer Liqası |
| Emmanuel Ntim          | Ghana         | Fin de contrat      | Libre                      |                |
| Quentin Lecoeuche      | France        | Fin de contrat      | Wisła Płock                | Ekstraklasa    |
| Mickaël Le Bihan       | France        | Fin de contrat      | Fréjus Saint-Raphaël       | National 2     |
| Kalifa Coulibaly       | Mali          | Fin de contrat      | Libre                      |                |
| Samuel Grandsir        | France        | Fin de contrat      | Libre                      |                |
| Mathias Autret         | France        | Fin de contrat      | Fin de carrière            |                |
| Umaro Candé            | Guinée-Bissau | Libéré              | Libre                      |                |

### Récit de la phase aller

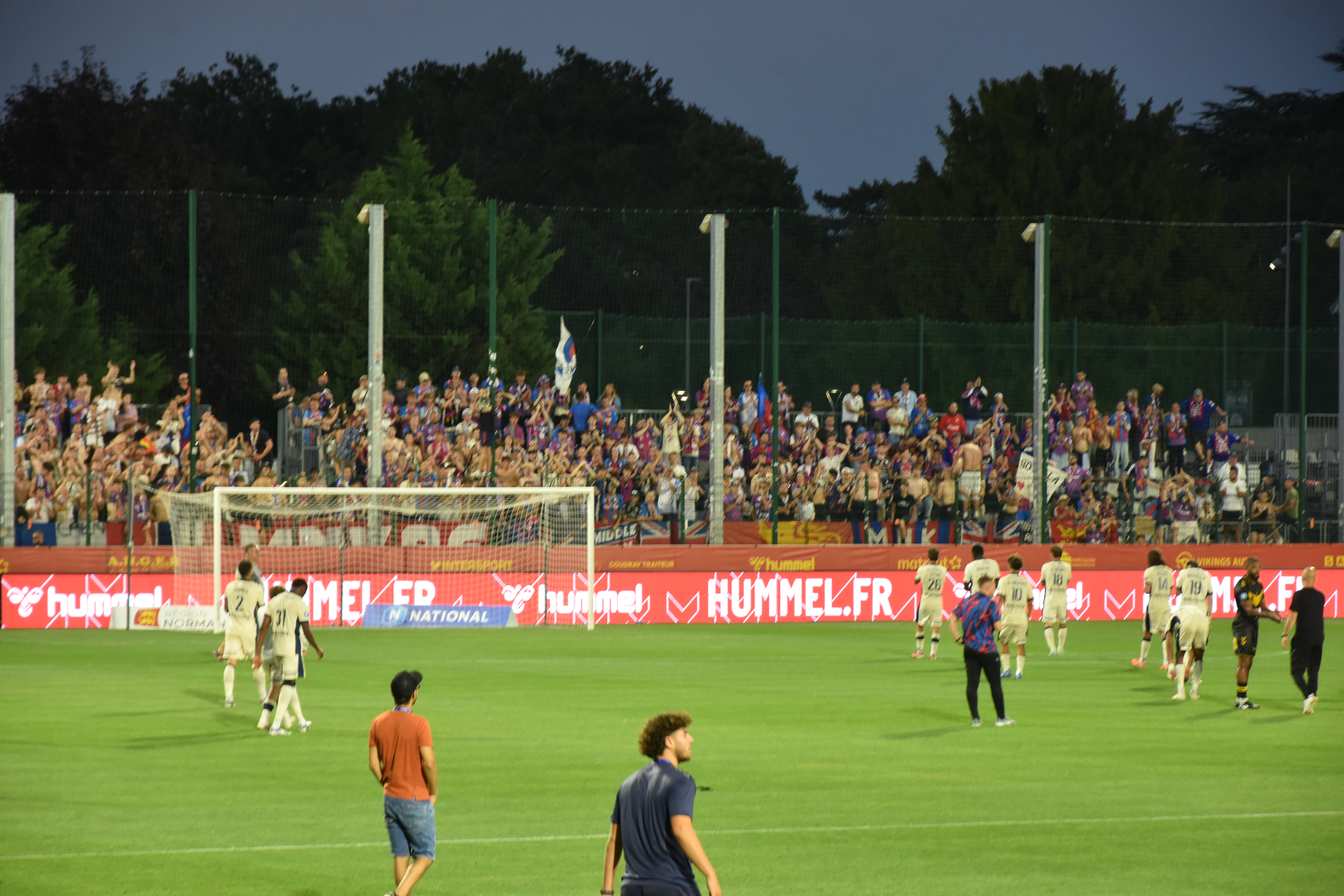
L'équipe saluant ses supporters à Quevilly

Le premier match de la saison se déroule à domicile face à Aubagne qui avait fini 6e la saison précédente. Malgré la fermeture de la tribune Borrelli, le public caennais est fidèle au rendez-vous avec 10 700 spectateurs. Les Caennais dominent largement leurs adversaires dans la première période et leurs efforts sont récompensés à la 31e avec un but de la tête de M'Vila laissé quasiment seul au second poteau sur un corner. La deuxième mi-temps est du même acabit : à la 51e, Gomes reprend victorieusement le ballon mal dégagé par la défense aubanienne. Il est suivi quatre minutes plus tard par Henry qui reprend un centre en retrait et triompe une nouvelle fois le gardien. Les Aubaniens auraient pu réduire le score sur pénalty mais Mandrea repousse le ballon à la 79e. L'équipe renoue avec la victoire en championnat à domicile neuf mois après la dernière. Le premier déplacement se fait à Quevilly avec une équipe qui compte plusieurs blessés (Morante, Lebreton, Hafid, Labonne, Noireau-Dauriat et Milliner) et un suspendu (Didi Gaucho). Maxime d'Ornano est obligé de réorganiser son onze type et associe, par exemple Vinicius Gomes et Brahim Traoré en défense centrale ou fait jouer Diabé Bolumbu ailier alors qu'il est arrière gauche. L'équipe se montre d'emblée offensive et multiplie les situations dangereuses devant le but quevillais. Au bout d'une demi-heure, sur un mouvement enclenché sur le côté gauche, Maxime Etuin centre au premier poteau et Ivann Botella met le ballon hors de portée du gardien et signe son premier but. Mais les Caennais se font peur quelques minutes plus tard lorsque Noah Adekalom arrive à tromper Anthony Mandrea. Mais heureusement, l'arbitre de touche avait signalé un hors-jeu. Les Caennais rentrent au vestiaire à la mi-temps avec un but d'avance. D'Ornano effectue deux changements dès l'entame de la deuxième mi-temps en faisant rentrer Adama Diakité (à la place de Bolumbu) et Belkacem Dali-Amar (à la place de Bagbema) pour mettre du rythme sur les côtés. Ces entrants arrivent à percuter chacun de leur côté mais les Caennais n'arrivent toujours pas à trouver la faille pour inscrire un deuxième but. Les Quevillais, quant à eux, se montrent de plus en plus insistants sur les buts caennais. Et sur l'une des dernières actions, Brahim Traoré à la lutte dans la surface de réparation avec l'attaquant Mehdi Moujetzky le déstabilise et l'arbitre siffle un pénalty (90e). Ce dernier est dernier est transformé et les deux équipes se partagent les points.,

### Mercato d'hiver
| Nom      | Nationalité | Transfert (montant) | Provenance/Destination | Division |
| Arrivées | Arrivées    | Arrivées            | Arrivées               | Arrivées |
| -------- | ----------- | ------------------- | ---------------------- | -------- |
|          |             |                     |                        |          |
| Départs  |             |                     |                        |          |
|          |             |                     |                        |          |

## Joueurs et club

### Sponsors et équipementier
Le 5 juin, le club annonce le retour de Nike en tant qu'équipementier en remplacement de Kappa. Ils avaient déjà collaboré de 2007 à 2016. En plus d'être l'équipementier, Nike devient l'un des sponsors du club. Le partenaire principal est la caisse régionale du Crédit agricole dont le logo apparaît sur le maillot domicile.
Malgré la descente, des sponsors restent fidèles au club tels Printngo (sponsor short) ou Nii imprimerie (sponsor maillot). De nouveaux partenaires font leur apparition sur le short et le maillot : Transports Quincé, Hom'Age, 360 Wash, Loewe.

## Les rencontres de la saison

### Championnat de National
Le championnat débute le 8 août 2025 et se termine le 15 mai 2026.
| Date                       | Heure | J. | Adversaire               | Lieu | Score | Buteurs pour le SM Caen          | Pts. | Class. | Affluence | Averti                  | Carton rouge |
| -------------------------- | ----- | -- | ------------------------ | ---- | ----- | -------------------------------- | ---- | ------ | --------- | ----------------------- | ------------ |
| vendredi 8 août 2025       | 19h30 | 01 | Aubagne                  | Dom. | 3 - 0 | M'Vila 38e, Gomes 51e, Henry 55e | 3    | 1er    | 11 700    | Lebreton, Henry, Gaucho | Gaucho       |
| vendredi 15 août 2025      | 19h30 | 02 | Quevilly Rouen Métropole | Ext. | 1 - 1 | Botella 33e                      | 4    | 3e     |           | Traoré, Etuin           |              |
| vendredi 22 août 2025      | 19h30 | 03 | Versailles               | Dom. |       |                                  |      |        |           |                         |              |
| vendredi 29 août 2025      | 19h30 | 04 | Fleury                   | Ext. |       |                                  |      |        |           |                         |              |
| vendredi 5 septembre 2025  | 18h30 | 05 | Dijon                    | Dom. |       |                                  |      |        |           |                         |              |
| vendredi 12 septembre 2025 | 19h30 | 06 | Sochaux                  | Ext. |       |                                  |      |        |           |                         |              |
| vendredi 19 septembre 2025 | 19h30 | 07 | Valenciennes             | Dom. |       |                                  |      |        |           |                         |              |
| vendredi 26 septembre 2025 | 19h30 | 08 | Châteauroux              | Ext. |       |                                  |      |        |           |                         |              |
| vendredi 3 octobre 2025    | 19h30 | 09 | Le Puy                   | Dom. |       |                                  |      |        |           |                         |              |
| vendredi 17 octobre 2025   | 19h30 | 10 | Orléans                  | Ext. |       |                                  |      |        |           |                         |              |
| mardi 21 octobre 2025      | 19h30 | 11 | Rouen                    | Dom. |       |                                  |      |        |           |                         |              |
| vendredi 31 octobre 2025   | 19H30 | 12 | Stade briochin           | Ext. |       |                                  |      |        |           |                         |              |
| vendredi 7 novembre 2025   | 19h30 | 13 | Paris 13 Atletico        | Dom. |       |                                  |      |        |           |                         |              |
| vendredi 21 novembre 2025  | 19h30 | 14 | Bourg-Péronnas           | Dom. |       |                                  |      |        |           |                         |              |
| vendredi 5 décembre 2025   | 19h30 | 15 | Villefranche             | Ext. |       |                                  |      |        |           |                         |              |
| vendredi 12 décembre 2025  | 19h30 | 16 | Exempt                   |      |       |                                  |      |        |           |                         |              |
| vendredi 16 janvier 2026   | 19h30 | 17 | Concarneau               | Ext. |       |                                  |      |        |           |                         |              |
| vendredi 23 janvier 2026   | 19h30 | 18 | Quevilly Rouen Métropole | Dom. |       |                                  |      |        |           |                         |              |
| vendredi 30 janvier 2026   | 19h30 | 19 | Versailles               | Ext. |       |                                  |      |        |           |                         |              |
| vendredi 6 février 2026    | 19h30 | 20 | Fleury                   | Dom. |       |                                  |      |        |           |                         |              |
| vendredi 13 février 2026   | 19h30 | 21 | Dijon                    | Ext. |       |                                  |      |        |           |                         |              |
| vendredi 20 février 2026   | 19h30 | 22 | Sochaux                  | Dom. |       |                                  |      |        |           |                         |              |
| vendredi 27 février 2026   | 19h30 | 23 | Valenciennes             | Ext. |       |                                  |      |        |           |                         |              |
| vendredi 6 mars 2026       | 19h30 | 24 | Châteauroux              | Dom. |       |                                  |      |        |           |                         |              |
| vendredi 13 mars 2026      | 19h30 | 25 | Le Puy                   | Ext. |       |                                  |      |        |           |                         |              |
| vendredi 20 mars 2026      | 19h30 | 26 | Orléans                  | Dom. |       |                                  |      |        |           |                         |              |
| vendredi 27 mars 2026      | 19h30 | 27 | Rouen                    | Ext. |       |                                  |      |        |           |                         |              |
| vendredi 3 avril 2026      | 19h30 | 28 | Stade briochin           | Dom. |       |                                  |      |        |           |                         |              |
| vendredi 10 avril 2026     | 19h30 | 29 | Paris 13 Atletico        | Ext. |       |                                  |      |        |           |                         |              |
| vendredi 17 avril 2026     | 19h30 | 30 | Bourg-Péronnas           | Ext. |       |                                  |      |        |           |                         |              |
| vendredi 24 avril 2026     | 19h30 | 31 | Villefranche             | Dom. |       |                                  |      |        |           |                         |              |
| vendredi 1er mai 2026      | 19h30 | 32 | Exempt                   |      |       |                                  |      |        |           |                         |              |
| vendredi 8 mai 2026        | 19h30 | 33 | Concarneau               | Dom. |       |                                  |      |        |           |                         |              |
| vendredi 15 mai 2026       | 19h30 | 34 | Aubagne                  | Ext. |       |                                  |      |        |           |                         |              |

Extrait du classement de National 2025-2026
| Rang | Équipe                 | Pts | J | G | N | P | Bp | Bc | Diff | Promotion ou relégation                 |
| ---- | ---------------------- | --- | - | - | - | - | -- | -- | ---- | --------------------------------------- |
| 1    | FC Sochaux-Montbéliard | 6   | 2 | 2 | 0 | 0 | 6  | 0  | +6   | Promotion en Ligue 2                    |
| 2    | FC Versailles 78       | 6   | 2 | 2 | 0 | 0 | 3  | 1  | +2   | Promotion en Ligue 2                    |
| 3    | SM CaenR               | 4   | 2 | 1 | 1 | 0 | 4  | 1  | +3   | Participation aux barrages de promotion |
| 4    | FC Fleury 91P          | 4   | 2 | 1 | 1 | 0 | 4  | 1  | +3   |                                         |
| 5    | Dijon FCO              | 4   | 2 | 1 | 1 | 0 | 3  | 2  | +1   |                                         |

### Coupe de France
Le Stade Malherbe effectue son entrée dans la compétition le week-end du 11-12 octobre, lors du 5e tour.

## Statistiques

### Buteurs et passeurs (toutes compétitions)
Mis à jour après : QRM - SMC (2e journée), le 15 août 2025.
| Rang  | Joueur         | National | Coupe de France | Total |
| ----- | -------------- | -------- | --------------- | ----- |
| 1     | Yann M'Vila    | 1        | 0               | 1     |
| 1     | Vinicius Gomes | 1        | 0               | 1     |
| 1     | Valentin Henry | 1        | 0               | 1     |
| 1     | Ivann Botella  | 1        | 0               | 1     |
| TOTAL | TOTAL          | 4        | 0               | 4     |

| Rang  | Joueur                  | National | Coupe de France | Total |
| ----- | ----------------------- | -------- | --------------- | ----- |
| 1     | Dieudonné Gaucho Debohi | 1        | 0               | 1     |
| 1     | Mohamed Hafid           | 1        | 0               | 1     |
| 1     | Maxime Etuin            | 1        | 0               | 1     |
| TOTAL | TOTAL                   | 3        | 0               | 3     |

## Équipe réserve
L'équipe réserve évolue en National 3 poule D. L'équipe perd plusieurs joueurs dont quatre évoluant aussi en U19 : Ilias Miraoui, Abdoulaye Niakaté, Joël Matondo et Héliohdino Tavares.

### Championnat de National 3
| Date              | J. | Adversaire                | Lieu | Score | Buteurs | Pts. | Class. |
| ----------------- | -- | ------------------------- | ---- | ----- | ------- | ---- | ------ |
| 23 août 2025      | 01 | Bastia (rés.)             | Ext. |       |         |      |        |
| 30 août 2025      | 02 | Linas-Monthléry           | Dom. |       |         |      |        |
| 6 septembre 2025  | 03 | Oissel                    | Ext. |       |         |      |        |
| 20 septembre 2025 | 04 | Aubervilliers             | Dom. |       |         |      |        |
| 4 octobre 2025    | 05 | Versailles (rés.)         | Ext. |       |         |      |        |
| 18 octobre 2025   | 06 | Saint-Ouen l'Aumône       | Dom. |       |         |      |        |
| 1er novembre 2025 | 07 | Le Havre Caucriauville    | Ext. |       |         |      |        |
| 8 novembre 2025   | 08 | Sainte-Geneviève des bois | Dom. |       |         |      |        |
| 22 novembre 2025  | 09 | Chartes                   | Ext. |       |         |      |        |
| 6 décembre 2025   | 10 | Racing club de France     | Dom. |       |         |      |        |
| 13 décembre 2024  | 11 | AS Trouville-Deauville    | Ext. |       |         |      |        |
| 10 janvier 2026   | 12 | SU Dives-Cabourg          | Ext. |       |         |      |        |
| 17 janvier 2026   | 13 | Brétigny Foot             | Dom. |       |         |      |        |
| 24 janvier 2026   | 14 | Linas-Monthléry           | Ext. |       |         |      |        |
| 7 février 2026    | 15 | Oissel                    | Dom. |       |         |      |        |
| 14 février 2026   | 16 | Aubervilliers             | Ext. |       |         |      |        |
| 21 février 2026   | 17 | Versailles (rés.)         | Dom. |       |         |      |        |
| 7 mars 2026       | 18 | Saint-Ouen l'Aumône       | Ext. |       |         |      |        |
| 14 mars 2026      | 19 | Le Havre Caucriauville    | Dom. |       |         |      |        |
| 21 mars 2026      | 20 | Sainte-Geneviève des Bois | Dom. |       |         |      |        |
| 28 mars 2026      | 21 | Chartes                   | Dom. |       |         |      |        |
| 11 avril 2026     | 22 | Racing club de France     | Ext. |       |         |      |        |
| 18 avril 2026     | 23 | AS Trouville-Deauville    | Dom. |       |         |      |        |
| 25 avril 2026     | 24 | SU Dives-Cabourg          | Dom. |       |         |      |        |
| 9 mai 2026        | 25 | Brétigny                  | Ext. |       |         |      |        |
| 16 mai 2026       | 26 | Bastia (rés.)             | Dom. |       |         |      |        |

### Challenge espoirs
L'équipe joue dans le groupe B.
| Date              | J. | Adversaire | Lieu | Score | Buteurs | Pts. | Class. |
| ----------------- | -- | ---------- | ---- | ----- | ------- | ---- | ------ |
| 15 septembre 2025 | 01 | Rennes     | Dom. |       |         |      |        |
| 29 septembre 2025 | 02 | Lens       | Ext. |       |         |      |        |
| 27 octobre 2025   | 03 | Auxerre    | Dom. |       |         |      |        |
| 1er décembre 2025 | 04 | Strasbourg | Dom. |       |         |      |        |
| 2 février 2026    | 05 | Le Havre   | Ext. |       |         |      |        |
| 2 mars 2026       | 06 | Paris SG   | Dom. |       |         |      |        |
| 6 avril 2026      | 07 | Nantes     | Ext. |       |         |      |        |

## Équipe féminine
À compter de cette saison, la section féminine est placée sous la tutelle de l'association Stade Malherbe et dispose d'un budget en augmentation afin de « renforcer l'efficacité et la compétitivité » de l'ensemble des équipes féminines. Chloé Charlot est remplacée en tant qu'entraineur par Tristan Blanchard, ancien entraineur des U11 masculin, il est secondé par l'ancienne joueuse Manon Delafosse. Plusieurs joueuses annoncent poursuivre l'aventure avec le club : la capitaine Morgane Hauvet, Clémence Palla, Zina Catherine-Elasri et Sarah Chauvin. Enfin , l'attaquante Korka Fall confirme sa présence pour une année supplémentaire lors de la préparation de la CAN féminine.
La première recrue est une milieu en provenance du Mans, Sovanna Guittier. L'attaquante Alizée Leroty, partie une saison à Quevilly revient au club.

### Championnat
La saison commence le dimanche 7 septembre 2025 et se clôture le dimanche 31 mai 2026.
| Date              | J. | Adversaire          | Lieu | Score | Buteuses | Pts. | Class. |
| ----------------- | -- | ------------------- | ---- | ----- | -------- | ---- | ------ |
| 7 septembre 2025  | 01 | La Roche sur Yon    | Ext. |       |          |      |        |
| 14 septembre 2025 | 02 | Bréquigny           | Ext. |       |          |      |        |
| 21 septembre 2025 | 03 | Exempt              |      |       |          |      |        |
| 28 septembre 2025 | 04 | Sarcelles           | Ext. |       |          |      |        |
| 5 octobre 2025    | 05 | Bourges             | Dom. |       |          |      |        |
| 12 octobre 2025   | 06 | Orléans             | Ext. |       |          |      |        |
| 9 novembre 2025   | 07 | RC Roubaix          | Dom. |       |          |      |        |
| 16 novembre 2025  | 08 | Quevilly-Rouen      | Ext. |       |          |      |        |
| 7 décembre 2025   | 09 | Molsheim Ernolsheim | Dom. |       |          |      |        |
| 21 décembre 2025  | 10 | RC Saint-Denis      | Ext. |       |          |      |        |
| 18 février 2026   | 11 | Orvault             | Dom. |       |          |      |        |
| 1er février 2026  | 12 | Bréquigny           | Dom. |       |          |      |        |
| 15 février 2026   | 13 | exempt              |      |       |          |      |        |
| 22 février 2026   | 14 | Sarcelles           | Dom. |       |          |      |        |
| 22 mars 2026      | 15 | Bourges             | Ext. |       |          |      |        |
| 29 mars 2026      | 16 | Orléans             | Dom. |       |          |      |        |
| 5 avril 2026      | 17 | RC Roubaix          | Ext. |       |          |      |        |
| 26 avril 2026     | 18 | Quevilly-Rouen      | Dom. |       |          |      |        |
| 3 mai 2026        | 19 | Molsheim Ernolsheim | Ext. |       |          |      |        |
| 17 mai 2026       | 20 | RC Saint-Denis      | Dom. |       |          |      |        |
| 24 mai 2026       | 21 | Orvault             | Ext. |       |          |      |        |
| 31 mai 2026       | 22 | La Roche sur Yon    | Dom. |       |          |      |        |

### Coupe de France
L'équipe entre en compétition le dimanche 19 octobre.